# 王之 (1907年)
王之（1907年—2001年），字淡如，中华民国將領、教師，生于湖南长沙。

## 生平

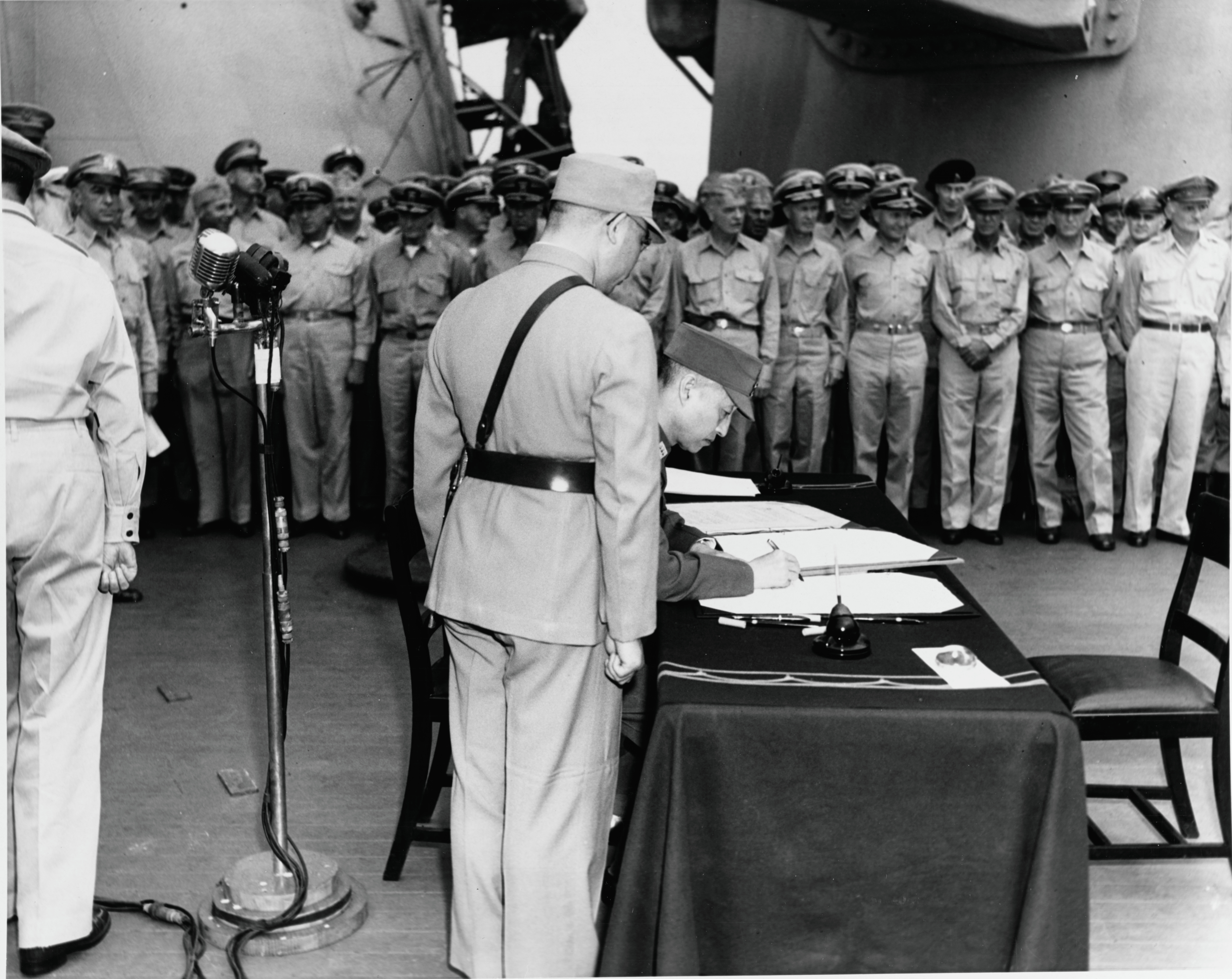
徐永昌签字，站着的一位是麥帥，另一位背对着的即王之

曾先后就读于清华学校、美国威斯康辛大学、洛维其大学。1928年，又进入西点军校学习。回国后，历任税警总团及第八军排长、连长、营长、团长。抗日戰爭期间，曾任国民政府军事委员会委员长侍从参谋，后被派至菲律宾并参加美军在菲战役。之后以担任中国与盟军间联络工作。1945年，任驻日盟军总司令部，國民政府首席联络官。1945年9月2日，陪同并见证了徐永昌将军在日本无条件投降书上代表中国签字。回国后，历任国防部情报司司长、国防部办公厅副主任、新制陆军军官学校中将教育长、青岛警备副总司令。國民黨政府在國共戰爭失敗后，隨政府抵達臺灣，又任总统府参军、总统府秘书等职。后任教于东吴大学任外文系主任、教务长。